# Nazionale femminile di calcio del Portogallo
La nazionale femminile di calcio del Portogallo è la rappresentativa calcistica femminile internazionale del Portogallo, gestita dalla locale federazione calcistica (FPF).
In base alla classifica emessa dalla FIFA il 12 giugno 2025, occupa il 22º posto del FIFA/Coca-Cola Women's World Ranking.
Come membro dell'UEFA partecipa a vari tornei di calcio internazionali, come al campionato mondiale FIFA, campionato europeo UEFA, ai Giochi olimpici estivi e ai tornei ad invito come l'Algarve Cup, dove è paese ospitante, o la Cyprus Cup.
Il  primo risultato più rappresentativo a livello internazionale lo ha ottenuto nel 2016, con la qualificazione per la prima volta alla fase finale del campionato europeo di categoria per l'edizione di Paesi Bassi 2017. Da allora ha partecipato ad altre due edizioni dell'europeo e ad una del mondiale, uscendo sempre dopo la fase a gironi iniziale.

## Storia
La nazionale femminile del Portogallo fece il suo esordio internazionale il 24 ottobre 1981 in occasione di una partita amichevole disputata a Le Mans contro la nazionale francese padrona di casa. La partita si concluse a reti inviolate e le portoghesi diedero prova delle proprie capacità agonistiche. Nel biennio successivo la nazionale prese parte alle qualificazioni al campionato europeo 1984. Inserita nel gruppo 3 assieme a Italia, Francia e Svizzera, la nazionale portoghese conquistò due soli punti, frutto di due pareggi casalinghi contro le nazionali francese e svizzera. Oltre alle sei partite del girone di qualificazione, la nazionale portoghese disputò un'amichevole contro la Spagna a La Guardia, che terminò in parità sull'1-1 e la rete del difensore centrale São Tato fu la prima realizzata dalle portoghesi. Dopo le partite disputate nel 1983 la federazione portoghese decise di chiudere la nazionale femminile. La nazionale venne poi ricostituita dieci anni dopo nel 1993, prendendo parte alle qualificazioni al campionato europeo 1995. Nel girone di qualificazione vinse entrambe le partite contro la Scozia e riuscì a cogliere la vittoria in trasferta sull'Italia, vincitrice del girone di qualificazione. Nel 1994 venne organizzata la prima edizione della Algarve Cup, un torneo a invito per nazionali femminili organizzato nell'omonima regione. La nazionale portoghese vi ha sempre preso parte sin dalla prima edizione, che concluse al quinto posto su sei squadre partecipanti.
Negli anni successivi la nazionale portoghese ha preso parte regolarmente alle qualificazioni sia al campionato europeo sia al campionato mondiale. Nel 2016 la nazionale portoghese conquistò per la prima volta l'accesso alla fase finale di un torneo internazionale, guadagnando la qualificazione al campionato europeo 2017. Dopo aver concluso al secondo posto il girone 2 della fase a gironi delle qualificazioni dietro la Spagna, venne ammessa allo spareggio tra le due peggiori seconde classificate per decretare l'ultima squadra qualificata alla fase finale. Lo spareggio vide di fronte il Portogallo e la Romania: la gara di andata in Portogallo terminò sullo 0-0, mentre la gara di ritorno in Romania si concluse sull'1-1 dopo i tempi supplementari e le lusitane passarono il turno grazie alla regola dei gol fuori casa. Al campionato europeo 2017, disputato nei Paesi Bassi, il Portogallo è stato sorteggiato nel gruppo D assieme a Inghilterra, Spagna e Scozia. Dopo aver perso la partita di esordio con le spagnole per 0-2, le portoghesi hanno vinto la seconda partita contro le scozzesi per 2-1 grazie alle reti di Carolina Mendes e Ana Leite. La successiva sconfitta per 1-2 contro l'Inghilterra decretò l'eliminazione della nazionale portoghese dal torneo per la peggiore classifica avulsa rispetto alle nazionali spagnola e scozzese, con le quali aveva concluso a 3 punti. Nell'edizione 2018 il Portogallo ottenne il suo miglior piazzamento all'Algarve Cup, conquistando il terzo posto finale dopo aver superato l'Australia per 2-1.
Dopo aver mancato l'accesso alla fase finale del campionato europeo 2022 per la sconfitta nei play-off di qualificazione contro la Russia, è stato ripescato nella fase finale della manifestazione continentale a seguito della sospensione della Russia da parte dell'UEFA dopo l'invasione dell'Ucraina. Il Portogallo è stato inserito nel girone C assieme a Svezia, Paesi Bassi e Svizzera; dopo aver pareggiato contro le elvetiche nella prima partita, ha perso le successive due, venendo così eliminato dal torneo. Grazie, comunque, a questi risultati la nazionale ha raggiunto subito dopo la 27ª posizione nel ranking FIFA, migliore posizione fino ad allora raggiunta.
Col secondo posto ottenuto nel gruppo H delle qualificazioni al campionato mondiale 2023 alle spalle della Germania, è stata ammessa ai play-off UEFA per definire due altre qualificazioni alla fase finale. Dopo aver battuto il Belgio al primo turno, ha sconfitto l'Islanda al secondo turno, risultando terza in graduatoria e venendo, pertanto, ammessa ai play-off intercontinentali. Il Portogallo venne sorteggiato nel gruppo A e direttamente nella finale contro la vincente della sfida tra Camerun e Thailandia. Battendo il Camerun per 2-1 grazie a una rete di Carole Costa su rigore nei minuti di recupero del secondo tempo, il Portogallo si è qualificato alla fase finale del campionato mondiale 2023 per la prima volta nella sua storia.

## Partecipazione ai tornei internazionali
Legenda: Grassetto: Risultato migliore, Corsivo: Mancate partecipazioni

## Tutte le rose

### Mondiali
Coppa del Mondo FIFA 20231 Pereira, 2 Amado, 3 Alves, 4 Rebelo, 5 Marchão, 6 Jacinto, 7 Rute, 8 Norton, 9 Borges, 10 J. Silva, 11 T. Pinto, 12 Morais, 13 F. Pinto, 14 Do. Silva, 15 C. Costa, 16 Di. Silva, 17 Seiça, 18 Mendes, 19 Gomes, 20 Nazareth, 21 Capeta, 22 R. Costa, 23 Encarnação, CT: Neto

### Europei
Campionato d'Europa UEFA 20171 Marreiros, 2 M. Mendes, 3 Infante, 4 Rebelo, 5 Fidalgo, 6 Norton, 7 C. Neto, 8 Luís, 9 Borges, 10 Leite, 11 T. Pinto, 12 Morais, 13 F. Pinto, 14 Do. Silva, 15 Carole, 16 Di. Silva, 17 Marques, 18 C. Mendes, 19 Da Costa, 20 Pires, 21 Gomes, 22 Costa, 23 Antunes, CT: F. Neto
Campionato d'Europa UEFA 20221 Pereira, 2 Amado, 3 Correia, 4 Rebelo, 5 Marchão, 6 Pires, 7 Marques, 8 Norton, 9 Borges, 10 J. Silva, 11 T. Pinto, 12 Morais, 13 F. Pinto, 14 Do. Silva, 15 C. Costa, 16 Di. Silva, 17 Alves, 18 Mendes, 19 Gomes, 20 Nazareth, 21 Faria, 22 R. Costa, 23 Encarnação, CT: Neto
Campionato d'Europa UEFA 20251 Pereira, 2 Amado, 3 Alves, 4 Seiça, 5 Marchão, 6 Jacinto, 7 Nazareth, 8 Norton, 9 Borges, 10 J. Silva, 11 T. Pinto, 12 Morais, 13 F. Pinto, 14 Do. Silva, 15 Costa, 16 Faria, 17 Di. Silva, 18 Correia, 19 Gomes, 20 Fonseca, 21 Capeta, 22 Cota-Yarde, 23 Encarnação, CT: Neto

## Rosa
Lista delle 23 giocatrici convocate dal selezionatore Francisco Neto per il campionato europeo 2025. Presenze e reti aggiornate al momento della convocazione.
| N. | Pos. | Giocatore          | Data nascita (età)          | Pres. | Reti | Squadra             |  |
| -- | ---- | ------------------ | --------------------------- | ----- | ---- | ------------------- |  |
|    | P    | Patrícia Morais    | 17 giugno 1992 (33 anni)    | 98    | 0    | Braga               |  |
|    | P    | Inês Pereira       | 26 maggio 1999 (26 anni)    | 48    | 0    | Deportivo La Coruña |  |
|    | P    | Sierra Cota-Yarde  | 4 luglio 2003 (21 anni)     | 1     | 0    | AFC Toronto         |  |
|    |      |                    |                             |       |      |                     |  |
|    | D    | Lúcia Alves        | 22 ottobre 1997 (27 anni)   | 24    | 2    | Benfica             |  |
|    | D    | Catarina Amado     | 21 luglio 1999 (25 anni)    | 47    | 2    | Benfica             |  |
|    | D    | Ana Borges         | 15 giugno 1990 (35 anni)    | 185   | 11   | Sporting Lisbona    |  |
|    | D    | Carolina Correia   | 3 aprile 2002 (23 anni)     | 13    | 0    | Torreense           |  |
|    | D    | Carole Costa       | 3 maggio 1990 (35 anni)     | 180   | 25   | Benfica             |  |
|    | D    | Diana Gomes        | 26 luglio 1998 (26 anni)    | 56    | 6    | Siviglia            |  |
|    | D    | Joana Marchão      | 24 ottobre 1996 (28 anni)   | 55    | 3    | Servette Chênois    |  |
|    | D    | Ana Seiça          | 25 marzo 2001 (24 anni)     | 13    | 0    | Tigres UANL         |  |
|    |      |                    |                             |       |      |                     |  |
|    | C    | Andreia Faria      | 19 aprile 2000 (25 anni)    | 32    | 2    | Benfica             |  |
|    | C    | Beatriz Fonseca    | 15 settembre 1998 (26 anni) | 5     | 1    | Sporting Lisbona    |  |
|    | C    | Andreia Jacinto    | 8 giugno 2002 (23 anni)     | 52    | 1    | Real Sociedad       |  |
|    | C    | Francisca Nazareth | 17 novembre 2002 (22 anni)  | 43    | 10   | Barcellona          |  |
|    | C    | Andreia Norton     | 15 agosto 1996 (28 anni)    | 99    | 5    | Benfica             |  |
|    | C    | Fátima Pinto       | 16 gennaio 1996 (29 anni)   | 92    | 4    | Sporting Lisbona    |  |
|    | C    | Tatiana Pinto      | 28 marzo 1994 (31 anni)     | 126   | 7    | Atlético Madrid     |  |
|    | C    | Dolores Silva      | 7 agosto 1991 (33 anni)     | 172   | 18   | Braga               |  |
|    |      |                    |                             |       |      |                     |  |
|    | A    | Ana Capeta         | 22 dicembre 1997 (27 anni)  | 48    | 11   | Sporting Lisbona    |  |
|    | A    | Telma Encarnação   | 11 ottobre 2001 (23 anni)   | 41    | 7    | Sporting Lisbona    |  |
|    | A    | Diana Silva        | 4 giugno 1995 (30 anni)     | 117   | 26   | Sporting Lisbona    |  |
|    | A    | Jéssica Silva      | 11 dicembre 1994 (30 anni)  | 122   | 18   | Gotham              |  |